# Danh sách binh đoàn Quân đội nhân dân Việt Nam
Danh sách các binh đoàn đã từng và đang hoạt động trong biên chế Quân đội nhân dân Việt Nam.
| Tên                   | Tên khác                                                | Thành lập | Bộ tư lệnh                                                   | Trực thuộc                                     | Quân số | Biên chế | Tham chiến | Ghi chú     |
| --------------------- | ------------------------------------------------------- | --------- | ------------------------------------------------------------ | ---------------------------------------------- | ------- | --- | --- | ----------- |
| Binh đoàn Quyết Thắng | Quân đoàn 1                                             | 1973      | Tam Điệp, Ninh Bình                                          | Bộ Quốc phòng                                  | 32.000  | Sư đoàn: - Sư đoàn Bộ binh 308 (Hà Nội). - Sư đoàn Bộ binh 312 (Thái Nguyên). - Sư đoàn Bộ binh 390 (Thanh Hóa). Lữ đoàn: - Lữ đoàn Pháo binh 368 (Thanh Hóa). - Lữ đoàn Phòng không 241 (Ninh Bình). - Lữ đoàn Tăng thiết giáp 202 (Ninh Bình). - Lữ đoàn Công binh 299 (Hòa Bình). | - Chiến tranh Việt Nam: Chiến dịch Hồ Chí Minh |             |
| Binh đoàn Hương Giang | Quân đoàn 2                                             | 1974      | Lạng Giang, Bắc Giang                                        | Bộ Quốc phòng                                  | 32.000  | Sư đoàn: - Sư đoàn bộ binh 304 (Vĩnh Phúc). - Sư đoàn bộ binh 306 - Sư đoàn bộ binh 325 Lữ đoàn: - Lữ đoàn Phòng không 673 - Lữ đoàn Tăng thiếp giáp 203 - Lữ đoàn Pháo binh 164 - Lữ đoàn Công binh 219                                                                             | - Chiến tranh Việt Nam: Chiến dịch Tây Nguyên Chiến dịch Huế - Đà Nẵng Chiến dịch Hồ Chí Minh Xung đột biên giới Việt Nam-Trung Quốc                          |             |
| Binh đoàn Tây Nguyên  | Quân đoàn 3                                             | 1975      | Pleiku, Gia Lai                                              | Bộ Quốc phòng                                  | 32.000  | Sư đoàn: - Sư đoàn bộ binh cơ giới 320 - Sư đoàn bộ binh 10 - Sư đoàn bộ binh 31 Lữ đoàn: - Lữ đoàn Pháo binh 40 - Lữ đoàn Phòng không 234 - Lữ đoàn Tăng thiết giáp 273 - Lữ đoàn Công binh 7                                                                                       | - Chiến tranh Việt Nam: Chiến dịch Hồ Chí Minh - Chống lại phiến quân FULRO - Chiến tranh biên giới Tây Nam Việt Nam - Xung đột biên giới Việt Nam-Trung Quốc |             |
| Binh đoàn Cửu Long    | Quân đoàn 4                                             | 1974      | Dĩ An, Bình Dương                                            | Bộ Quốc phòng                                  | 32.000  | Sư đoàn: - Sư đoàn bộ binh 9 - Sư đoàn bộ binh 7 - Sư đoàn bộ binh 309 Lữ đoàn: - Lữ đoàn Pháo binh 434 - Lữ đoàn Phòng không 71 - Lữ đoàn Công binh 550 - Lữ đoàn Tăng thiết giáp 22                                                                                                | - Chiến tranh Việt Nam: Chiến dịch Hồ Chí Minh - Chiến tranh biên giới Tây Nam Việt Nam                                                                       |             |
| Binh đoàn Chi Lăng    | Quân đoàn 5, Quân đoàn 14                               | 1979      | Lạng Sơn                                                     | Quân khu 1, Bộ Quốc phòng                      |         | | - Xung đột biên giới Việt Nam-Trung Quốc | Đã giải thể |
| Binh Đoàn Pắc Bó      | Quân đoàn 8, Quân đoàn 26                               | 1979      | Cao Bằng                                                     | Quân khu 1,Bộ Quốc phòng                       |         | Sư đoàn: - Sư đoàn bộ binh 311 - Sư đoàn bộ binh 322 - Sư đoàn bộ binh 346 Lữ đoàn: - Trung đoàn Pháo binh 188 - Trung đoàn Phòng không 814 - Trung đoàn Công binh 522 | - Xung đột biên giới Việt Nam-Trung Quốc | Đã giải thể |
| Binh Đoàn Sông Thao   | Quân đoàn 29                                            | 1979      |                                                              | Quân khu 2, Bộ Quốc phòng                      |         | | - Xung đột biên giới Việt Nam-Trung Quốc | Đã giải thể |
| Binh đoàn 11          | Tổng Công ty Thành An                                   | 1982      | Đống Đa, Hà Nội                                              | Tổng cục Công nghiệp quốc phòng, Bộ Quốc phòng | 15.000  | | |             |
| Binh đoàn 12          | Tổng công ty Xây dựng Trường Sơn (Trước 1975: Đoàn 559) | 1959      | Thanh Xuân, Hà Nội                                           | Bộ tổng tham mưuBộ Quốc phòng                  | 15.000  | - Lữ đoàn 384 - Lữ đoàn 565 - Lữ đoàn 470 - Lữ đoàn 472 - Lữ đoàn 17 - Trung đoàn 492 | - Chiến tranh Việt Nam |             |
| Binh đoàn 15          | Tổng công ty 15                                         | 1985      | Pleiku, Gia Lai                                              | Tổng cục Công nghiệp quốc phòng, Bộ Quốc phòng | 12.000  | Sư đoàn: - Sư đoàn bộ binh 15 Trung đoàn: - Trung đoàn kinh tế quốc phòng 79 - Trung đoàn kinh tế quốc phòng 710 | |             |
| Binh đoàn 16          | Tổng công ty 16                                         | 1998      | Đồng Phú, Bình Phước                                         | Tổng cục Công nghiệp quốc phòng, Bộ Quốc phòng | 12.000  | Sư đoàn: - Sư đoàn bộ binh 16 | |             |
| Binh đoàn 18          | Tổng Công ty Trực thăng Việt Nam                        | 1989      | Hà Nội\|Quân chủng Phòng không - Không quân, \|Bộ Quốc phòng | 1.000                                          |         | | |             |
| Binh đoàn 19          | Tổng Công ty Đông Bắc                                   | 1994      | Hạ Long, Quảng Ninh                                          | Bộ Quốc Phòng                                  |         | | |             |
| Binh đoàn 20          | Quân cảng Sài Gòn                                       | 1989      | TP. Thủ Đức , TP Hồ Chí Minh                                 | Bộ Quốc Phòng                                  |         | | |             |